# St Helens
St Helens este un Burg Metropolitan în cadrul Comitatului Metropolitan Merseyside în regiunea North West England. Pe lângă orașul propriu zis St Helens, mai conține și orașele Newton-le-Willows, Earlestown, Haydock, Rainhill, Eccleston, Clock Face, Billinge și Rainford.
1. ↑  , Wikipedia în esperanto https://www.citypopulation.de/en/uk/merseyside/E08000013__st_helens/ Lipsește sau este vid: |title= (ajutor)